# Statua di Davide di Sassun

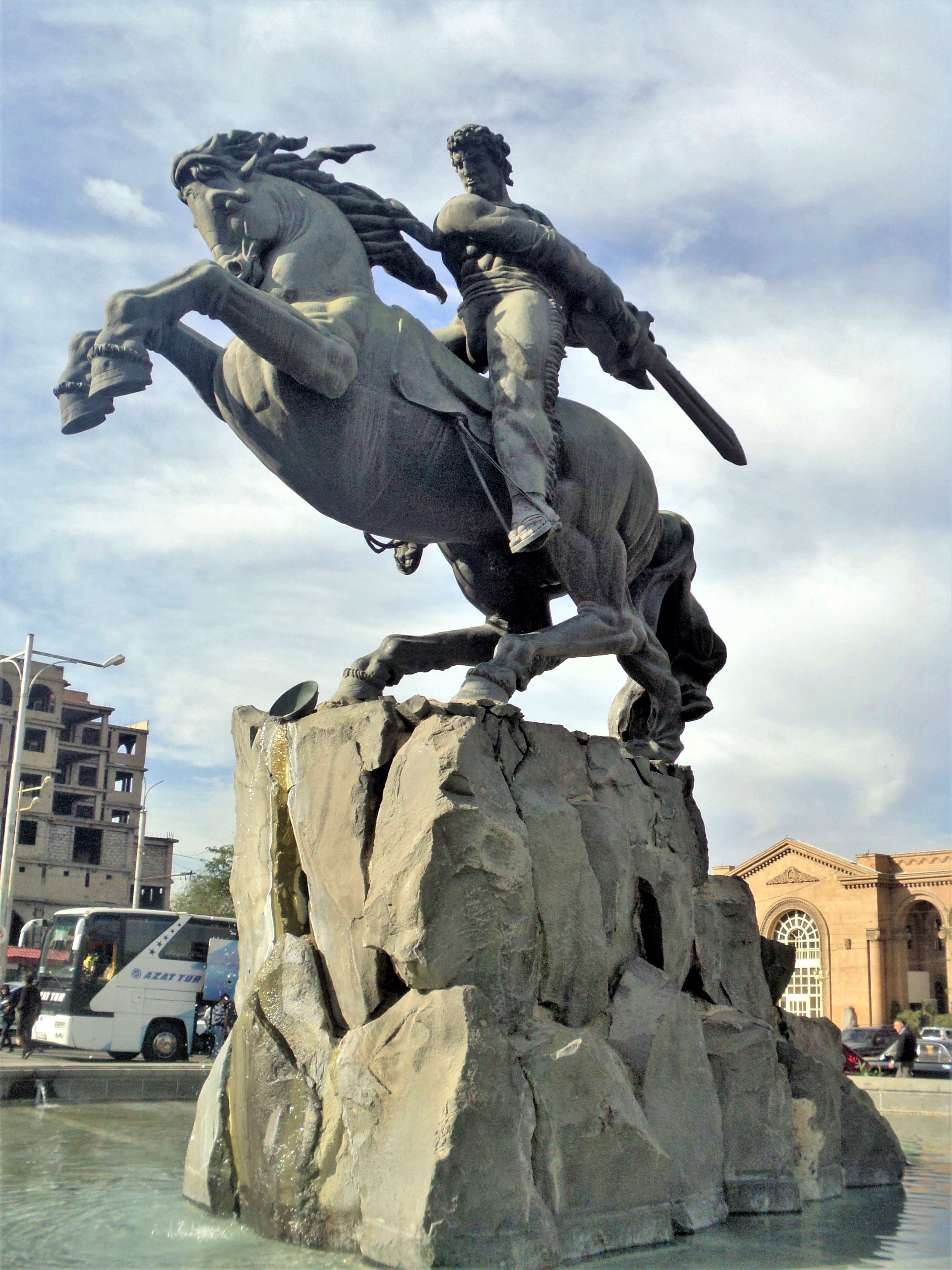
Statua equestre

La statua di Davide di Sassun è una statua equestre inaugurata nel 1959 in prossimità della stazione ferroviaria di Erevan, capitale dell'Armenia. Opera dello scultore Ervand Kotchar e dell'architetto Michael Mazmanian, raffigura l'eroe Davide di Sassun, particolarmente adorato in Armenia in virtù delle sue gesta difensive contro il nemico arabo,  in sella al suo destriero.
La scultura è realizzata in rame e basalto. Le sue dimensioni sono le seguenti: 9,3 metri di altezza per un'area di terreno di 6,5 per 2,2 metri. Il progetto è iniziato nel 1939 con lo scopo di commemorare degnamente il millenario dell'epopea di David Sassoun. Ervand Kotchar tornò da Parigi appositamente per avviare la realizzazione e l'avrebbe completata in diciotto giorni. Il progetto fu interrotto nel 1941 quando Kotchar fu arrestato.
Il consiglio comunale di Yerevan riattivò il progetto solo nel 1957 e scelse la piazza della stazione (piazza Sasuntsi Davit) per installare la scultura. Quest'ultima è stata inaugurata il 3 dicembre 1959.